# Klimontów (gmina)
Klimontów – gmina miejsko-wiejska w województwie świętokrzyskim, w powiecie sandomierskim. W latach 1975–1998 gmina położona była w województwie tarnobrzeskim.
Siedziba gminy to Klimontów.
Według danych z 31 grudnia 2010 gminę zamieszkiwało 8450 osób. Natomiast według danych z 31 grudnia 2019  roku gminę zamieszkiwały 7994 osoby.

## Struktura powierzchni
Według danych z roku 2002 gmina Klimontów ma obszar 99,24 km², w tym:
- użytki rolne: 84%
- użytki leśne: 9%

Gmina stanowi 14,68% powierzchni powiatu.

## Demografia
Liczba ludności (dane z 31 grudnia 2010):
|        | Ogółem | Ogółem | Kobiety | Kobiety | Mężczyźni | Mężczyźni |
| osób   | %      | osób   | %       | osób    | %         |           |
| ------ | ------ | ------ | ------- | ------- | --------- | --------- |
| Ogółem | 8450   | 100    | 4245    | 50,24   | 4205      | 49,76     |
| Miasto | 0      | 0      | 0       | 0       | 0         | 0         |
| Wieś   | 8450   | 100    | 4245    | 50,24   | 4205      | 49,76     |

▶Wieś vs ▶miasto
Ogółem (▶k, ▶m)
Wieś (▶k, ▶m)

## Budżet
Rysunek 1.1 Dochody ogółem w Gminie Klimontów w latach 1995-2010 (w zł)
| WYSZCZEGÓLNIENIE               | J. m. | ROK         | ROK         | ROK         | ROK         | ROK         | ROK         | ROK          | ROK          | ROK          | ROK          | ROK          | ROK           | ROK           | ROK           | ROK           | ROK           |
| WYSZCZEGÓLNIENIE               | J. m. | 1995        | 1996        | 1997        | 1998        | 1999        | 2000        | 2001         | 2002         | 2003         | 2004         | 2005         | 2006          | 2007          | 2008          | 2009          | 2010          |
| ------------------------------ | ----- | ----------- | ----------- | ----------- | ----------- | ----------- | ----------- | ------------ | ------------ | ------------ | ------------ | ------------ | ------------- | ------------- | ------------- | ------------- | ------------- |
| Dochody ogółem                 | zł    | 2 437 071,- | 5 823 378,- | 6 866 011,- | 6 923 904,- | 7 962 345,- | 8 872 554,- | 11 153 133,- | 11 687 687,- | 13 129 646,- | 13 009 759,- | 14 208 852,- | 15 615 049,14 | 17 814 054,08 | 19 180 931,69 | 20 544 045,21 | 20 602 676,01 |
| ZNAK                           | ±     | +           | +           | -           | -           | +           | +           | +            | -            | -            | +            | +            | +             | +             | -             | -             | +             |
| Deficyt/nadwyżka budżetowy(-a) | zł    | 35 303,-    | 190 823,-   | 162 061,-   | 125 294,-   | 21 403,-    | 65 089,-    | 1 937 683,-  | 158 276,-    | 33 324,-     | 598 401,-    | 474 351,-    | 1 022 478,79  | 280 874,14    | 1 600 900,62  | 182 465,65    | 3 136 580,28  |
| ZNAK                           | Σ     | =           | =           | =           | =           | =           | =           | =            | =            | =            | =            | =            | =             | =             | =             | =             | =             |
| Wydatki ogółem                 | zł    | 2 472 374,- | 6 014 201,- | 6 703 950,- | 6 798 610,- | 7 983 748,- | 8 937 643,- | 13 090 816,- | 11 529 411,- | 13 096 322,- | 13 608 160,- | 14 683 203,- | 16 637 527,93 | 18 094 928,22 | 17 580 031,07 | 20 361 579,56 | 23 739 256,29 |

 Rysunek 1.2 Wydatki ogółem w Gminie Klimontów w latach 1995-2010 (w zł)

Według danych z roku 2010 średni dochód na mieszkańca wynosił 2 438,19 zł (tj. – stan na 31 XII; przy 2 421,85 zł w zestawieniu na 30 VI); jednocześnie średnie wydatki na mieszkańca kształtowały się na poziomie 2 809,38 zł (tj. – stan na 31 XII; przy 2 790,56 zł w zestawieniu na 30 VI).

## Sołectwa
Adamczowice, Beradz, Borek Klimontowski, Byszów, Byszówka, Dziewków, Goźlice, Grabina, Górki, Góry Pęchowskie, Kępie, Klimontów, Kroblice Pęchowskie, Krobielice, Konary, Konary-Kolonia, Nasławice, Nawodzice, Nowa Wieś, Olbierzowice, Ossolin, Pęchów, Pęchowiec, Płaczkowice, Przybysławice, Pokrzywianka, Rogacz, Rybnica, Szymanowice Dolne, Szymanowice Górne, Śniekozy, Ułanowice, Węgrce, Wilkowice, Zakrzów.

## Sąsiednie gminy
Bogoria, Iwaniska, Koprzywnica, Lipnik, Łoniów, Obrazów, Samborzec, Staszów